# Nicholas Krause
Nicholas Krause (* 12. Mai 1993) ist ein ehemaliger US-amerikanischer Skirennläufer.

## Biografie
Krause gab sein Weltcupdebüt am 27. Februar 2016 in Hinterstoder. Im Super-G musste er sich mit Platz 54 zufriedengeben.
Nach weiteren erfolglosen Starts im Weltcup und zahlreichen Verletzungen, beendete Krause im Juli 2020 seine Karriere.
Bei 6 Starts im Weltcup konnte er sich nie in den Punkterängen platzieren.

## Erfolge

### Europacup
- Alpiner Skieuropacup 2015/16: 92. Gesamtwertung, 17. Super-G Wertung

### Nor-Am Cup
- Saison 2016/17: 2. Gesamtwertung, 3. Abfahrtswertung, 4. Super-G Wertung, 3. Riesenslalomwertung
- Saison 2018/19: 1. Riesenslalomwertung
- Saison 2018/19: 9. Gesamtwertung, 1. Riesenslalomwertung
- 10 Podestplätze, davon 6 Siege:

| Datum             | Ort               | Land   | Disziplin    |
| ----------------- | ----------------- | ------ | ------------ |
| 7. Dezember 2016  | Lake Louise       | Kanada | Abfahrt      |
| 2. Januar 2017    | Stowe Mountain    | USA    | Riesenslalom |
| 9. Februar 2017   | Copper Mountain   | USA    | Super-G      |
| 10. Februar 2017  | Copper Mountain   | USA    | Super-G      |
| 16. Dezember 2018 | Panorama          | Kanada | Riesenslalom |
| 7. Januar 2019    | Mont Sainte-Marie | Kanada | Riesenslalom |

### Juniorenweltmeisterschaften
- Québec 2013: 15. Super-G, 42. Riesenslalom
- Jasna 2014:  21. Super-G

### Weitere Erfolge
- 6 Siege bei FIS-Rennen